# Pachymerola wappesi
Pachymerola wappesi är en skalbaggsart som beskrevs av Giesbert 1993. Pachymerola wappesi ingår i släktet Pachymerola och familjen långhorningar.
Artens utbredningsområde är Guatemala. Inga underarter finns listade i Catalogue of Life.